# تشاد وارد
تشاد وارد (بالإنجليزية: Chad Ward)‏ هو لاعب كرة قدم أمريكية أمريكي، ولد في 12 يناير 1977 في فينلي في الولايات المتحدة.